# Kikkoman
La Kikkoman Corporation (キッコーマン株式会社 Kikkōman Kabushiki-gaisha?) (TYO: 2801) es una compañía internacional japonesa, fundada en 1917 en la ciudad de Noda, Prefectura de Chiba. 
Es el resultado de la combinación de 8 negocios familiares, cuyo origen se remonta hasta el año 1630, dirigidos por la familia Mogi.

## Productos

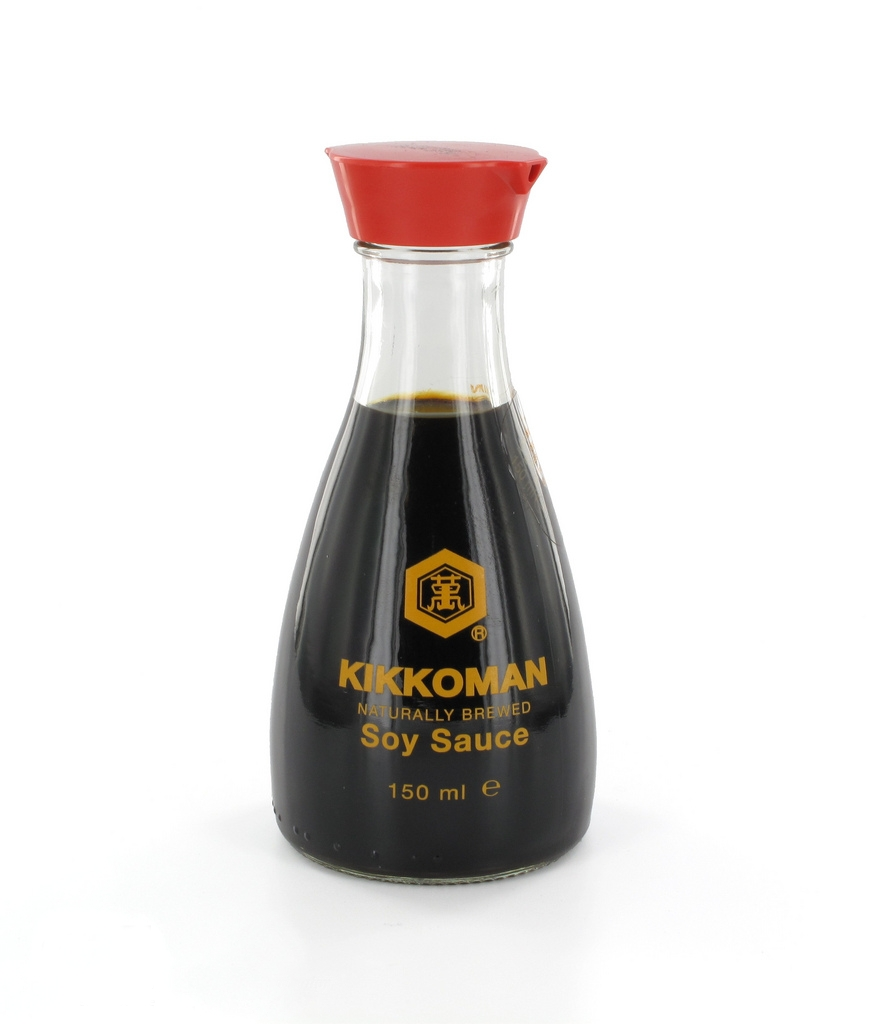
Salsa de soja Kikkoman.

Sus principales productos y servicios incluyen salsa de soja, sazonadores y condimentos alimentarios, mirin, shōchū, sake, zumos y otras bebidas, así como fármacos y servicios para restaurantes. Kikkoman es una de las marcas de salsa de soja más conocidas en el mundo.